# Entrevaux
Entrevaux (provansalsko Entrevaus) je naselje in občina v jugovzhodnem francoskem departmaju Alpes-de-Haute-Provence regije Provansa-Alpe-Azurna obala. Leta 2006 je naselje imelo 878 prebivalcev.

## Geografija
Kraj leži v pokrajini Visoki Provansi ob reki Var in njenem pritoku Chalvagne, 80 km vzhodno od središča departmaja Digne-les-Bainsa.

## Administracija
Entrevaux je sedež istoimenskega kantona, v katerega so poleg njegove vključene še občine
Castellet-lès-Sausses, La Rochette, Saint-Pierre, Sausses in Val-de-Chalvagne s 1.296 prebivalci.
Kanton je sestavni del okrožja Castellane.

## Zgodovina
Entrevaux, prvikrat zapisan leta 1040 kot Interrivos ("med dolinami"), je bil ustanovljen v 11. stoletju na obrambnem položaju nad reko Var po vdorih Saracenov in razrušenju starega mesta Glandèves. 
Leta 1536 je po izdaji njegovega gospodarja Jacquesa Glandevesa padel v roke vojski svetorimskega cesarja Karla V. Po vstaji lokalnega prebivalstva in uboju guvernerja mesta je bil predan francoskemu dofenu Francu I. V zameno je Entrevaux bil razglašen za francosko kraljevo mesto, njegovo prebivalstvo pa je bilo izvzeto plačevanja davkov.

## Zanimivosti
- V 17. stoletju je bila v Entrevauxu po opustitvi stare katedrale v Glandèvesu zgrajena nova katedrala, posvečena Marijinemu Vnebovzetju, sedež škofije od 1624 do 1790, ko je bila ukinjena; francoski zgodovinski spomenik.
- Leta 1658 je bil čez reko Var zgrajen most Porte Royale, varovan s stražnimi stolpi in dvižnimi železnimi vrati.
- Leta 1690 je vojaški inženir Vauban načrtoval nadaljnje utrjevanje kraja glede na njegovo strateško lego ob meji s Savojo. Visoko nad njim je dal utrditi cittadelo, manjši utrdbi pa sta bili namenjeni zaščiti dveh glavnih mestnih vrat - Porte d'Italie in Porte de France. Cittadela je bila nazadnje uporabljena v prvi svetovni vojni kot zapor za nemške častnike.